# Сюй Демей
Сюй Демей (спрощ.: 徐德妹; піньїнь: Xu Demei; нар. 23 травня 1967) — китайська легкоатлетка, яка спеціалізувалася на метанні списа.

## Спортивні досягнення
Учасниця олімпійських змагань з метання списа (1992), на яких не змогла подолати кваліфікаційний раунд.
Чемпіонка світу з метання списа (1991).
Була 4-ю у змаганнях з метання списа на Кубку світу (1992).
Срібна призерка Азійських ігор (1990).
Чемпіонка Азії (1991) та срібна призерка чемпіонату Азії (1989).
Чемпіонка Китаю з метання списа (1990, 1991).